# Fosseremus laciniatus
Fosseremus laciniatus är en kvalsterart som först beskrevs av Berlese 1905.  Fosseremus laciniatus ingår i släktet Fosseremus och familjen Damaeolidae. Inga underarter finns listade i Catalogue of Life.